# Valentyin Grigorjevics Lipatov
Valentin Grigorjevics Lipatov, oroszul: Валентин Григорьевич Липатов (Moszkva, 1932. január 29. – 2016. június 2.) szovjet nemzetközi labdarúgó-játékvezető.

## Pályafutása

### Nemzeti játékvezetés
A játékvezetésből 1961-ben vizsgázott, 1968-ban lett az I. Liga játékvezetője. Az aktív nemzeti játékvezetéstől 1980-ban vonult vissza. Pályafutása alatt 1418 mérkőzésen működött közre.

### Nemzetközi játékvezetés
Az Szovjet Labdarúgó-szövetség Játékvezető Bizottsága (JB) terjesztette fel nemzetközi játékvezetőnek, a Nemzetközi Labdarúgó-szövetség (FIFA) 1974-től tartotta nyilván bírói keretében. Több nemzetek közötti válogatott és klubmérkőzést vezetett, vagy működő társának partbíróként segített. A szovjet/orosz nemzetközi játékvezetők rangsorában, a világbajnokság-Európa-bajnokság sorrendjében többedmagával a 26. helyet foglalja el 1 találkozó szolgálatával. Az aktív nemzetközi játékvezetéstől 1978-ban búcsúzott. Válogatott mérkőzéseinek száma: 4.

#### Világbajnokság
A világbajnoki döntőhöz vezető úton Argentínába a XI., az 1978-as labdarúgó-világbajnokságra a FIFA JB bíróként alkalmazta.

##### Selejtező mérkőzés
| Időpont           | Helyszín              | Mérkőzés típusa           | Mérkőzés       | Eredmény | Nézők száma |
| ----------------- | --------------------- | ------------------------- | -------------- | -------- | ----------- |
| 1977. október 30. | Wankdorfstadion, Bern | előselejtező (6. csoport) | Svájc–Norvégia | 1 – 0    | 11 000      |

#### Nemzetközi kupamérkőzések

##### Közép-európai kupa
| Időpont              | Helyszín                       | Mérkőzés típusa            | Mérkőzés                           | Eredmény |
| -------------------- | ------------------------------ | -------------------------- | ---------------------------------- | -------- |
| 1971. szeptember 29. | Crvena zvezda Stadion, Belgrád | előselejtező (2. mérkőzés) | FK Crvena zvezda–Komlói Bányász SK | 1 – 2    |

## Szakmai sikerek
Több alkalommal az Év Játékvezetője címmel kitüntették.

## Magyar vonatkozás
| Időpont          | Helyszín             | Mérkőzés típusa | Mérkőzés                 | Eredmény | Nézők száma |
| ---------------- | -------------------- | --------------- | ------------------------ | -------- | ----------- |
| 1977. október 5. | Népstadion, Budapest | felkészülési    | Magyarország–Jugoszlávia | 4 – 3    | 15 000      |